# E902
E902 eller Europaväg 902, även kallad A-44 är en europaväg som mellan Bailén och Motril i södra Spanien. Längd 280 km.

## Sträckning
Bailén - Jaén - Granada - Motril

## Standard
Vägen är fyrfältsväg (Autovía), utom vissa sträckor nära Motril.

## Anslutningar till andra europavägar
- E5
- E15